# Гай Хостилий Тубул
Гай Хостилий Тубул (на латински: Caius Hostilius Tubulus) е сенатор и политик на Римската република от началото на 3 век пр.н.е.
Произлиза от клон Тубул на фамилията Хостилии. През 209 пр.н.е. той е претор. Следващата година е в Етрурия и командва като пропретор два легиониа в Аретиум. От 207 до 203 пр.н.е. е управител на Капуа.